# Maurizio Baldassarri
Maurizio Baldassarri (Ponzano di Fermo, 5 novembre 1955 – Tolentino, 20 dicembre 1997) è stato un carabiniere italiano.

## Biografia
Con il D.P.R. 24 maggio 1999 è stata concessa la Medaglia d’Oro al valor Civile “Alla Memoria” al Vice Brigadiere Baldassarri. 
Il Vice Brigadiere Maurizio Baldassarri, il pomeriggio del 20 dicembre 1997, svolgendo il suo servizio di pattuglia, interveniva sulla Superstrada 77 ove si era verificato un grave incidente stradale. La visibilità era molto scarsa per l’imperversare di un forte temporale, Così il Vice Brigadiere si prodigava per segnalare l’accaduto agli altri automobilisti, stante il grave pericolo incombente. Nella circostanza faceva allontanare un altro giovane commilitone conscio del grave rischio cui questo si sarebbe esposto. Ma sebbene avesse posto in essere tutte le possibili cautele ed operato con tutta la professionalità che lo contraddistingueva, un’autovettura sopraggiungeva a forte velocità travolgendolo. Il suo sacrificio sicuramente evitò che il veicolo si abbattesse contro gli altri colleghi e le altre persone coinvolte nel precedente incidente. Maurizio lasciava la giovane moglie Luciana e i due figli in ancora tenera età, Serena e Stefano.